# Kaktusvråk
Kaktusvråk (Parabuteo unicinctus) är en amerikansk rovfågel i familjen hökar. Ovanligt för hökfåglar är den känd för att jaga kooperativt.

## Utseende och läten
Kaktusvråken är en medelstor (45–59 cm) rovfågel med en form mellan en vråk och en hök: kraftig kropp med breda men relativt korta och rundade vingar och bred men lång stjärt. Benen är långa och gula. Fjäderdräkten är övervägande mörk med vit stjärtbas, svart subterminalt band och vit stjärtspets. Karakteristiskt är också kastanjebruna skuldror och lår. Lätet är ett mycket hårt och skrovligt skri, "raaaaaaaaak".

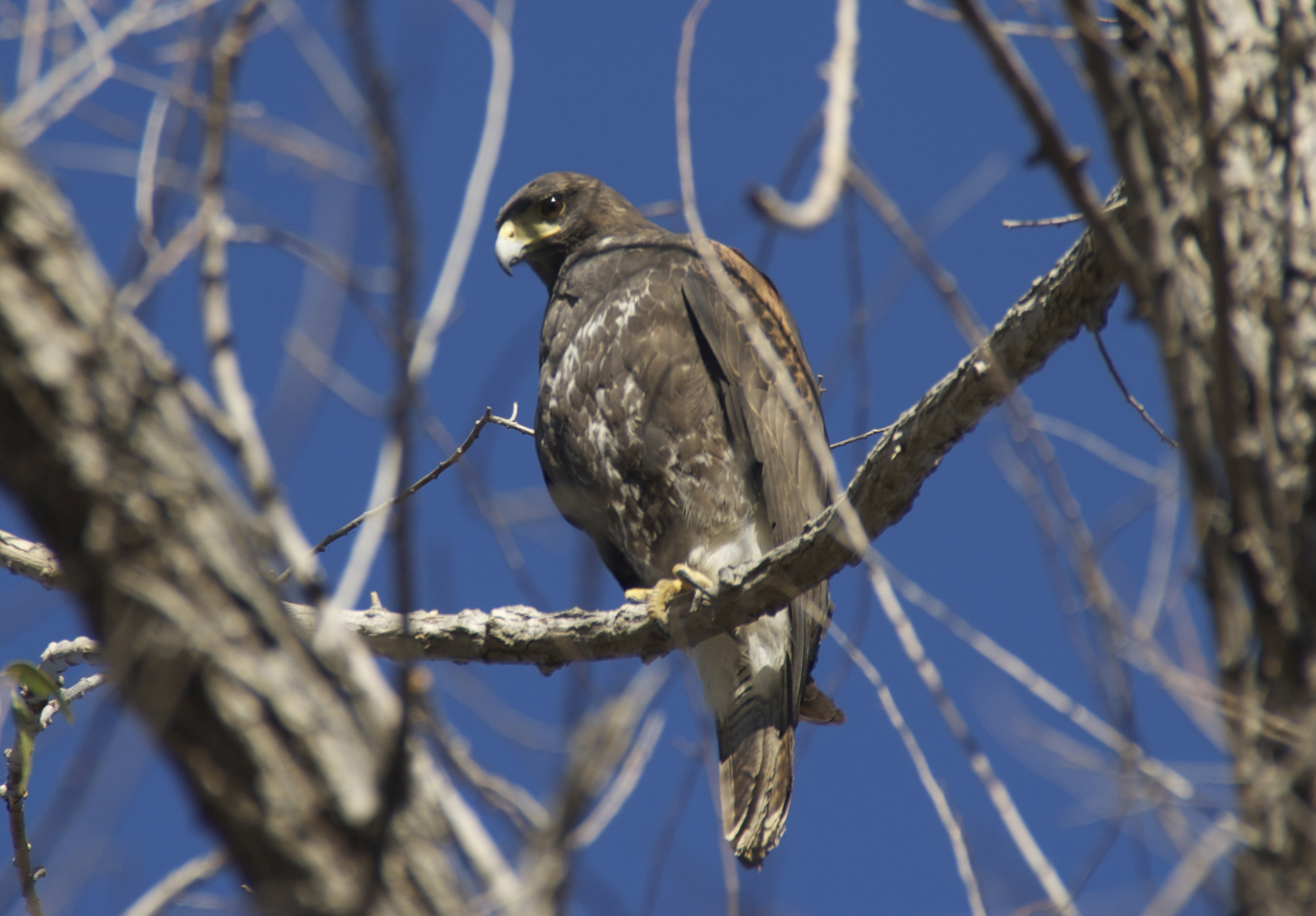
Ungfågel.

## Utbredning och systematik
Kaktusvråken har ett mycket stort utbredningsområde, från USA i norr till Chile i söder. Den är populär bland falkenerare runt om i världen varför det finns förrymda exemplar utanför dess naturliga utbredningsområde. Arten delas in i två underarter med följande utbredning:
- Parabuteo unicinctus harrisi – sydvästra USA från södra Kalifornien till Texas genom Centralamerika till västra Colombia och torra Stillahavssluttningen i Ecuador och Peru
- Parabuteo unicinctus unicinctus – norra Colombia och norra Venezuela, östra Bolivia samt östra och södra Brasilien till Paraguay, Argentina (i söder till Chubut) och Chile (från Coquimbo till norra Aisén)

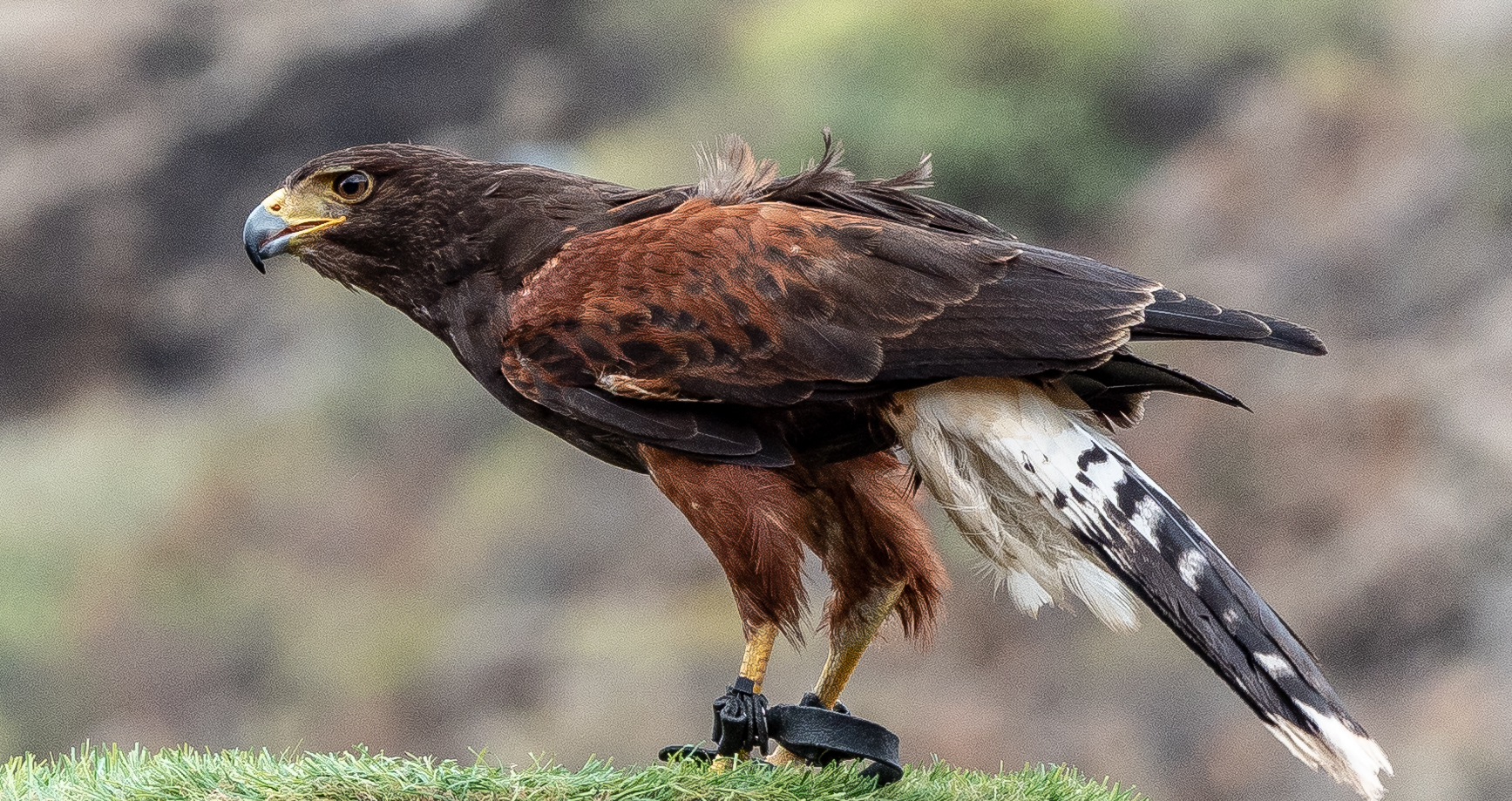
Kaktusvråken är populär bland falkenerare.

### Släktskap
Tidigare placerades kaktusvråken som ensam art i släktet Parabuteo. Genetiska studier visar dock att den är systerart till vitgumpad vråk som traditionellt placeras i Buteo. Denna gör numera kaktusvråken sällskap i släktet.

## Levnadssätt
Katusvråken föredrar torra, främst öppna biotoper, som grässlätter med utspridda träd, ofta nära vatten och kärr. Den jagar genom att glidflyga lågt över marken.

### Föda och födosök
Kaktusvråken skiljer sig ifrån andra rovfåglar genom att jaga i grupp. Gruppen sitter ofta på höga kaktusar eller klippor och spanar efter byten. Varje grupp består av ett par, med en dominant hona tillsammans med andra individer. Kaktusvråken jagar smådjur som kaniner, råttor och sorkar men även större fåglar. Huvudfödan är dock ormar och ödlor.

### Häckning
Boet placeras högt uppe i ett träd eller på en klippa. Honan lägger ett till två ägg. Oftast överlever bara en unge, eftersom den större och starkare ungen oftast dödar och äter den mindre. Ungen påbörjar att träna vingarna efter cirka 17 dagar men lämnar inte boet förrän efter cirka 40 dagar. Honan fortsätter sedan att mata ungen i ytterligare två månader tills den kan jaga själv.

## Status
Arten har ett stort utbredningsområde och internationella naturvårdsunionen IUCN kategoriserar arten som livskraftig. Beståndsutvecklingen är dock oklar. Världspopulationen uppskattas till mellan 30 000 och 87 000 adulta individer.